# 電撃ネコミミ侍
『電撃ネコミミ侍』（でんげきネコミミざむらい）は、箱崎あきらによる日本の漫画作品。

## 概要
『月刊コミック電撃大王』（アスキー・メディアワークス）2006年12月号に、読み切りとして初掲載。その後、読み切りの連続という形で、2009年12月号まで不定期に全16話が掲載された。2010年3月に、単行本1冊にまとめられている。

## あらすじ
長らく平和が続いた江都（えど）の町。しかし、突然妖怪が出現するようになり、町民の生活を脅かすようになった。
しかし、捕り方の役人たちすら手に負えない妖怪を、小柄な少女の侍が一撃のもとに退治する。「ネコミミ侍」と名乗る少女は、戦いが進むうち、やたらと半裸や全裸の姿を晒すようになり、町人の男たちはもちろん、同性の友人や、果ては妖怪や仏までも“喜ばせる”ことになって、ついには「まるだし侍」とか「モロダシ侍」などと呼ばれるように……。

## 登場人物
凛（りん）
本作の主人公。江都に住む少女。黒のロングヘアーをポニーテール風にまとめている。胸は「ふくらみかけ」程度。
次期仏採用試験を受けるヤマトに協力し、その神通力で変身して「ネコミミ侍」となる。
両親の店（大衆食堂）を進んで手伝ったり、老人の荷物を代わりに持つなどの優しい性格。
兄の清次が大好きな、ブラコン娘。
羞恥心は人並みにあるので、ネコミミ侍から半裸や全裸になったり、「まるだし侍」などと呼ばれることは、とても恥ずかしく思っている。
普段は10歳前後の少女なので、親友の綾とともに寺子屋に通っている。
ネコミミ侍（ネコミミざむらい）
凛が、ヤマトの神通力で変身した姿。ネコミミ、ネコしっぽ、ネコの手足が装着され、ネコの足跡がデザインされた衣服になる。また、髪が黒からサーモンピンクに変化する。
普通の人間（捕り方の役人など）では手に負えない、江都の平和を脅かす妖怪たちを退治する。
当初（第壱話の蛇妖怪など）は正面から刀で倒していたが、そのうち衣服を切り裂かれたりして半裸や全裸になり、図らずもその姿で（特に雄の妖怪は）油断させて隙を作らせた上で撃破するようになる。
変身に必要な神通力には限りがあり、切れそうになると首元の大きな鈴が鳴って知らせる。しかし、妖怪を倒した直後などの絶妙なタイミングで変身が解け、これまた図らずも衆目に全裸を晒すことが多い。
より強力な「武人（もののふ）モード」というのがあるが、変身に時間がかかる（しかもその間はほぼ全裸になる）上、不安定でよく発動に失敗するので、実戦では一度も使われることなく封印された。
やたらと半裸や全裸を晒すことが多くなり、「まるだし侍」や「モロダシ侍」と呼ばれるようになっていく。
朔夜（さくや）
突然現れた、謎めいた少女。銀髪のショートヘア。胸は完全に平坦。
次期仏採用試験を受けるイナバに協力し、その神通力で変身して「ウサミミ侍」となる。
妖怪の血が少し混じっている。そのため怪力で、幼い頃に妖怪を素手で倒したことがあり、いじめを受けたこともある。
長らく人間不信だったため感情をあまり表に出さず、クールな印象。
妖怪との戦いも1人だけで進めようとしていたが、凛に「友達になろう」と言われ、心を開く。
ウサミミ侍（ウサミミざむらい）
朔夜が、イナバの神通力で変身した姿。ウサミミ、ウサギしっぽ、ウサギの手足が装着され、ウサギの足跡がデザインされた衣装になる。
侍としての実力は、ネコミミ侍よりも上。ネコミミ侍が手を焼いた冷気を操る妖怪を、一撃で倒したほどの力を持つ。
ネコミミ侍と同じく、変身に必要な神通力には限りがあり、切れそうになると首元の大きな鈴が鳴って知らせる。
半裸や全裸になることには、朔夜自身の性格もあり、あまり気にしていない。
すず
義賊団「ねずみ党」の頭首。金髪のロングヘアーをツインテールにしている。頭頂部に、1束のアホ毛がある。
次期仏採用試験を受けるネズミに協力し、その神通力で変身して「ネズミミ小町」となる。
大きな盗みを働いた直後に役人が仕掛けていた罠にかかったが、ちょうどネズミミ小町の変身が解けて全裸となり、捕り方たちをその姿で悩殺。さらに、駆けつけた清次には偶然にも「裸のお尻が顔面に激突」となった。その後、すずのお尻は江都中で「捕り方を撃退したお尻」として大人気となった。
ネズミミ小町（ネズミミこまち）
すずが、ネズミの神通力で変身した姿。ネズミミ、ネズミしっぽ、ネズミの手足が装着される。衣装は特に大きくは変わらないが、ネズミの顔のシルエットがデザインされた額当てが装着される。
ネコミミ侍やウサミミ侍とは違い、妖怪と戦うことはほとんどなく、悪徳商人や汚職にまみれた役人や武士から金品を盗み、貧乏な人々に分け与える義賊として活動する。
やや自分勝手な性格。特に自分の活躍を認めてもらいたがり、江都の偶像（アイドル）No.1を目指している。しかし、瓦版でネコミミ侍と比べて自分の活躍が極めて扱いが小さいことに不満を爆発させ、活動をさらに派手にしたり、ネコミミ侍に勝負を挑んだりする。
ネコミミ侍への嫌がらせや挑戦の時は、よく綾に化けてイベントを開かせる。
ネコミミ侍やウサミミ侍と同じく、変身に必要な神通力には限りがあり、切れそうになると首元の大きな鈴が鳴って知らせる。
ヤマト
見かけは黒猫だが、人間の言葉をしゃべる。仏アカデミーの生徒で、次期仏採用試験の受験生。
凛と協力して試験を受けている。凛に、ネコミミ侍に変身するための経典を渡した。
意外とボケまくる凛へのツッコミ役でもある。
イナバ
見かけは白ウサギだが、ヤマトと同様に人間の言葉をしゃべる。仏アカデミーの生徒で、次期仏採用試験の受験生。
朔夜と協力して試験を受けている。朔夜に、ウサミミ侍に変身するための経典を渡した。
ヤマトによると、仏アカデミーでは万年最下位の落ちこぼれ。ヤマトやネズミよりもスケベで、胸や尻をさらしたネコミミ侍の姿に興奮したりする。
落ちこぼれだが、組んでいる朔夜が妖怪の血を引いているために持っている力が強大なので、下界へ来ることができている。
ネズミ
見かけはクリーム色のネズミだが、人間の言葉をしゃべる。ヤマトやイナバとは違い、名前が明かされていない。仏アカデミーの生徒で、次期仏採用試験の受験生。
すずと協力して試験を受けている。
義賊としての盗み以外（おもにネコミミ侍への嫌がらせなど）に神通力を使おうとするすずには、少々手を焼いている。
綾（あや）
凛の親友の少女。豪商である呉服屋「和泉屋」の娘。凛とともに寺子屋に通う。ストレートのロングヘアー。
ヒツジの妖怪に取り憑かれ、精気を吸われてしまうが、綾を救うため夢に入り込んで来たネコミミ侍の助力で妖怪を追い出すことに成功する。ただ、その際に夢の中で全裸になった凛=ネコミミ侍の姿を見てしまい、以後は凛に恋愛感情を持つ百合っ娘になってしまう。
凛に対する恋愛感情は少々病んでいるほどのレベルで、凛が着用したふんどしや、ネコミミ侍の等身大フィギュアなどを集めている。
清次（せいじ）
凛の兄で、岡っ引き。
顔はそこそこイケメンだが、やや鈍いようで、登場人物の中では唯一、ネコミミ侍の正体が自分の妹の凛であることに気づいていない。
瓦版屋（かわらばんや）
兄弟2人。当初は「瓦版が売れれば、何を書いてもいい」と考えていたが、凛の身辺調査の取材をしている時に、その滅私奉公ぶりに心を打たれて改心、「人助けのための瓦版を作る」ようになる。
とは言え、それは「一部の男性を助ける」ような、ネコミミ侍の半裸や全裸のシーンが中心となり、凛の怒りを買った。
この瓦版のため、ネコミミ侍ならぬ「まるだし侍」や「モロダシ侍」という呼び名が広まり、凛は落ち込んでいる。
義賊団（ぎぞくだん）
すずが率いる盗賊団。数名の男性。いわゆるモブキャラたちで、普段から頬かむりをしている。全員ややMっ気があり、「生意気で傲慢なすず様」を慕っている。
蛇妖怪（へびようかい）
第壱話と第壱拾五話に登場。顔は美人だが、下半身は大蛇という妖怪。なお、普通の人間の姿に化けることもできるが、香水（南蛮香）がややきついのが特徴。
第壱話では、使い魔である多数の大蛇を出現させ、江都の町を恐怖に陥れる一方で、清次に取り憑こうとしたが失敗。おとなしく「人間として、彼（清次）と普通の夫婦に」と言ったばかりに、ブラコンの凛=ネコミミ侍に成敗される。また、第壱拾五話では復讐のため地獄から舞い戻り「ヘビ乃海」のしこ名で女相撲に参加するが、初戦で当たったウサ乃山（朔夜=ウサミミ侍）にいきなり激しく叩きのめされ、ほぼ瞬殺で敗北（というより大量出血で再び死亡）した。
仏（ほとけ）
仏そのものである。容姿は、いわゆる盧遮那仏、もしくは大日如来を思わせる。
「次期仏採用試験」の主催者で、仏アカデミーから受験者としてヤマトたちを人間界に派遣した。
仏らしく一切の欲望や煩悩を捨て去っているかと思いきや、凛たちの半裸や全裸の映像を集めていたり、凛の身体に直接経文を書き込む時に息が荒くなったりと、煩悩たっぷりの行動がしばしば見られる。

## 舞台
江都（えど）
架空の都市。建物や街並みなどは、東京の前身である江戸とほぼ同じ。また、物語の時代は「江都時代（えどじだい）」と呼ばれ、日本の江戸時代の中期とほぼ同じ文化となっている。
長く太平の世が続いたが、妖怪が出現するようになり、住民が被害を受けるようになっている。
大衆食堂（たいしゅうしょくどう）
店名は不明。いわゆる江戸時代の「飯屋」と同等。凛の自宅で、凛の両親が切り盛りし、凛もよく手伝っている。
和泉屋（いずみや）
呉服屋。江都では、大店（おおだな）と言える規模の豪商。綾の自宅。
「新作発表会」（いわゆるファッションショー）や、「女相撲（キャットファイト）トーナメント」などのイベントを主催する。
建屋内には「関係者以外立入禁止」の部屋がある。財宝や貴重な商品などがあるのかと思いきや、その室内には凛=ネコミミ侍のグッズや、凛が着用した服などのマニアックな物品が大量に山積みされ、壁や天井には半裸や全裸を含むネコミミ侍の絵がびっしり貼られている。もちろんこれらは綾の秘蔵コレクションで、綾の許可なく室内を見た者は綾により“口封じ”されてしまう。
盗賊団のアジト
すず=ネズミミ小町が率いる義賊団「ねずみ党」の隠れ家。すずとネズミ、数人の部下が暮らしている。

## 書誌情報

### 単行本
アスキー・メディアワークスより「電撃コミックス」として刊行されている。全1巻。
1. 2010年3月27日初版発行・発売 ISBN 978-4-04-868512-2